# Rudawka (powiat sejneński)
Rudawka – wieś w Polsce położona w województwie podlaskim, w powiecie sejneńskim, w gminie Krasnopol. Leży nad rzeką Marychą.
W latach 1975–1998 miejscowość należała administracyjnie do województwa suwalskiego.